# Taphronota stali
Taphronota stali är en insektsart som beskrevs av Bolívar, I. 1884. Taphronota stali ingår i släktet Taphronota och familjen Pyrgomorphidae. Inga underarter finns listade i Catalogue of Life.